# 何塞·馬里亞·烏爾比納
何塞·馬里亞·烏爾比納（西班牙語：José María Urvina，1808年3月19日—1891年9月4日）是厄瓜多政治人物，1851年至1856年擔任厄瓜多總統。